# Nomada zonalis
Nomada zonalis är en biart som beskrevs av Schwarz 1990. Nomada zonalis ingår i släktet gökbin, och familjen långtungebin. Inga underarter finns listade i Catalogue of Life.